# Mayssa Pessoa
Mayssa Raquel de Oliveira Pessoa (* 11. September 1984 in João Pessoa) ist eine brasilianische Handballspielerin.

## Leben
Pessoa stand ab 2011 beim französischen Erstligisten Issy Paris unter Vertrag. Im Oktober 2012 wechselte die Torhüterin zum russischen Verein GK Dynamo Wolgograd, um dort den verletzungsbedingten Ausfall der Stammtorhüterin Anna Sedoikina zu kompensieren. Mit Wolgograd gewann sie 2013 sowie 2014 die Meisterschaft. Im Sommer 2014 schloss sie sich dem rumänischen Erstligisten CSM Bukarest an. Mit CSM Bukarest gewann sie 2015 und 2016 die Meisterschaft sowie 2016 den rumänischen Pokal. Weiterhin gewann sie mit Bukarest 2016 die EHF Champions League. Im Finale parierte sie im Siebenmeterwerfen insgesamt zwei Siebenmeter. 2016 wechselte sie zum mazedonischen Erstligisten ŽRK Vardar SCBT. Mit Vardar gewann sie 2017 die mazedonische Meisterschaft sowie den mazedonischen Pokal. Ab dem Sommer 2017 stand Pessoa beim russischen Erstligisten GK Rostow am Don unter Vertrag. Mit Rostow gewann sie 2018, 2019 und 2020 die russische Meisterschaft. Im Sommer 2021 wechselte sie zum rumänischen Erstligisten HC Dunărea Brăila. Pessoa stand in der Saison 2024/25 beim norwegischen Erstligisten Sola HK unter Vertrag. Daraufhin schloss sie sich dem französischen Erstligisten Saint-Amand Handball an.
Pessoa nahm mit der brasilianischen Handballnationalmannschaft an den Olympischen Sommerspielen 2012 in London teil. Bei den Olympischen Spielen war sie eine von 20 Athleten, die sich offen zu ihrer Homosexualität bekannten. 2013 gewann sie mit Brasilien die Panamerikameisterschaft. Im selben Jahr gelang ihr der Gewinn der Weltmeisterschaft. Bei den 17. Panamerikanischen Spielen in Toronto gewann sie die Goldmedaille. Weiterhin nahm sie an den Olympischen Spielen 2016 in Rio de Janeiro teil. Mit der brasilianischen Nationalmannschaft im Beachhandball gewann Pessoa 2005 bei den World Games den Titel, bei den Weltmeisterschaften 2008 die Bronzemedaille.